# Stylops swenki
Stylops swenki  (лат.) — вид веерокрылых насекомых рода Stylops из семейства Stylopidae. Северная Америка: США (штаты Иллинойс, Небраска, Пенсильвания).
Паразиты пчёл видов Andrena aff. lincolnella Cockerell
Andrena asteris Robertson (Andrena, Andrenidae).
Вид был впервые описан в 1909 году американским энтомологом Уильямом Дуайтом Пирсом (William Dwight Pierce).
В одной из новых работ по роду Stylops  в ходе анализа ДНК авторами (Straka et al., 2015) рассматривается в качестве предположительного синонима вида ?=Stylops crawfordi Pierce, 1909 (в статусе «Supposed new junior subjective synonym», что на 2018 год не подтверждено соответствующими профильными базами данных, например, Eol.org и Strepsiptera database).